# Adrian Zandberg
Adrian Tadeusz Zandberg (Aalborg, Dánia 1979. december 4. - ) lengyel baloldali politikus.

## Származása és tanulmányai
A szülei 1967-ben Lengyelországból Dániába költöztek, Zandberg ott született 1979-ben. 1985-ben a család visszaköltözött Lengyelországba. Történelmet tanult a Varsói Egyetemen, disszertációját a brit és német baloldali mozgalmakról írta.

## Politikai pályája
2015 májusában részt vett a Razem párt megalapításában. A 2015. október 25-i parlamenti választás előtti televíziós vitán ő képviselte a pártot, mely a nyolc közül a legkisebb volt. A vitán olyan jól szerepelt, hogy a média egy része győztesként tekintett rá, és személye nagy érdeklődést keltett, bár a párt a választáson csak 3,62%-ot szerzett, így nem sikerült képviselethez jutnia a Szejmben.